# Мерчина
Мерчина (рум. Mercina) — село у повіті Караш-Северін в Румунії. Входить до складу комуни Вередія.
Село розташоване на відстані 366 км на захід від Бухареста, 38 км на південний захід від Решиці, 81 км на південь від Тімішоари.

## Населення
За даними перепису населення 2002 року у селі проживали 642 особи.
Національний склад населення села:
| Національність | Кількість осіб | Відсоток |
| -------------- | -------------- | -------- |
| румуни         | 497            | 77,4%    |
| цигани         | 126            | 19,6%    |
| чехи           | 13             | 2,0%     |

Рідною мовою назвали:
| Мова      | Кількість осіб | Відсоток |
| --------- | -------------- | -------- |
| румунська | 532            | 82,9%    |
| циганська | 100            | 15,6%    |
| чеська    | 6              | 0,9%     |